# Црква Светог Ђорђа
Црква Светог Ђорђа, налази се у селу Годовик, надомак Пожеге.  

## Историја
У поменутом селу постојала је римска насеобина, поприлично жива - и то толико да је у центру данашњег села између цркве Светог Илије и Светог Ђорђа била тржница, која је на известан начин представљала раскршће важних путева и тај део се и даље зове Пијац. Управо се у порти цркве Светог Илије и налазе остаци неколицине камених плоча из тог периода.

## Положај и изглед
Црква је грађена по узору, заправо и архитектонски врло личи на ужичку цркву Светог Ђорђа, а саму градљу прати анегдота да су се годовички трговци такмичили са ужичким у донаторским прилозима за изградњу те су и изграђене на крају у истом временском периоду између 1855. и 1858. године.
Међутим, одабир земљишта за изградњу цркве Светом Илији није био погодан и промишљен због подземних водних токова сам темељ је утонуо и зидови су се делимично урушили. Државном интервенцијом нађено је решење да поменута црква не буде тековина прошлости већ да настави да краси село Годомин. Надомак цркве налази се малени камени споменик подигнут сину градитеља који је несрећно страдао приликом изградње звоника. Традиционално становници овог села управо у овој цркви дочекују Бадње вече тако окупљени. Дакле, као парохијска црква данас функционише. Проглашена је спомеником културе од великог значаја.